# Bodemkaart
Een bodemkaart is een kaart die informatie geeft over eigenschappen van de bodem. Op basis van een bodemkaart kan men de geschiktheid van de bodem voor verschillende functies vaststellen. Het maken van bodemkaarten, bodemkartering is een onderdeel van het vakgebied van de bodemkartering en de bodemgeografie, waarbij de bodem van een bepaald gebied in kaart wordt gebracht.

## Vervaardigen van bodemkaarten

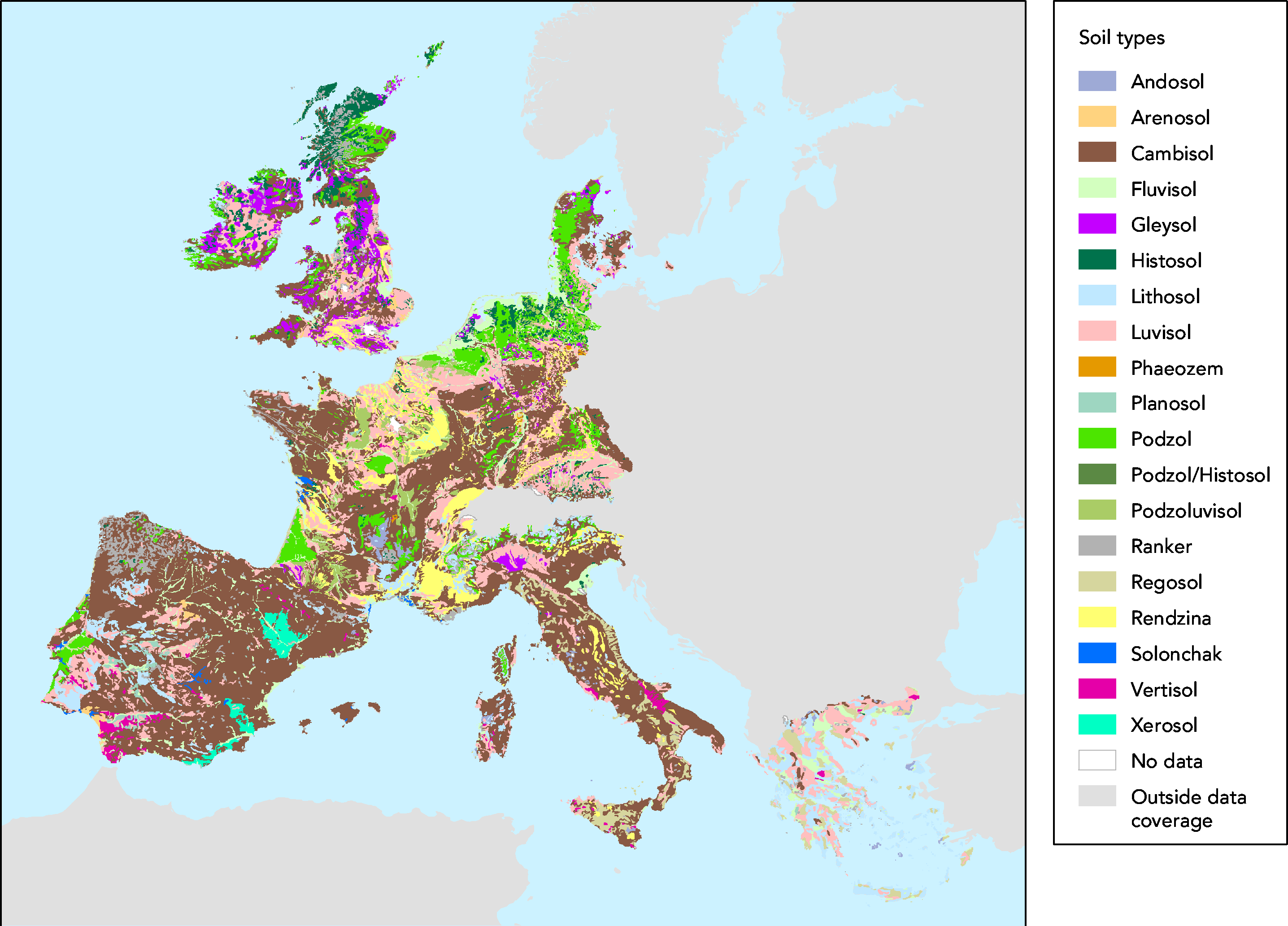
Voorbeeld van bodemkaart

Een traditionele bodemkaart wordt gemaakt op basis van waarnemingen in het veld, remote sensing-gegevens en laboratoriumanalyses. In het veld worden met de grondboor monsters uit de grond genomen en onderzocht. Omdat een grondboor de grond door elkaar mengt, kan men met de grondboor slechts een beperkt aantal kenmerken waarnemen: met name textuur, kleur en een grove indeling in bodemhorizonten. Daarom wordt het bodemprofiel ook in situ en in driedimensionale vorm bestudeerd in verschillende op representatieve plaatsen gegraven profielkuilen of schoongemaakte steile wanden. Profielkuilen worden ook uitgebreid bemonsterd voor chemische en fysische analyses in het laboratorium. In deze bodemprofielen zijn de grenzen tussen horizonten beter te herkennen en kunnen, naast textuur en kleur, een groot aantal verschillende kenmerken van de bodem worden beschreven, zoals bodemstructuur, consistentie, porositeit, beworteling, dierlijke activiteit. Op basis van de verschillende bodemkenmerken kunnen bodems worden onderscheiden in bodemtypen. Hiervoor zijn verschillende  classificatiesystemen ontworpen. Op een bodemkaart wordt de ruimtelijke verspreiding van de verschillende bodemtypen aangegeven. Daarbij dient opgemerkt te worden dat een kaarteenheid nooit voor 100% uit een bodemtype bestaat. Meestal zijn er overgangen naar bodems in aangrenzende kaarteenheden. Ook bestaan er kaarteenheden met combinaties van bodemtypen. Bij de bodemkaart hoort een rapport dat de bodems beschrijft, laboratoriumanalyses geeft en veelal ook een hoofdstuk bevat over de gebruiksmogelijkheden van de verschillende bodemtypen. Dit laatste is het domein van de landevaluatie.
Tegenwoordig worden veel kaarten vervaardigd met digitale karteringstechnieken. Deze kaarten bevatten vaak meer inhoudelijke gegevens en kunnen ook meer details weergeven dan een traditionele bodemkaart. Met statistische methoden kan ook de waarschijnlijkheid van het getoonde bodemmodel aangeduid worden. Het is nu gebruikelijk om bodemgegevens en de geografische verspreiding van bodemtypen op te slaan in een Bodem- of Geografisch Informatie Systeem (GIS). Dit geeft onder meer mogelijkheden tot een makkelijkere ontsluiting van de informatie, het beantwoorden van specifieke vragen en het up-to-date houden van de gegevens.

### Bodemkartering in Nederland
Pionier in de bodemkartering van Nederland was Willem Oosting. Zijn werk werd vanaf 1945 door Cornelis Edelman voortgezet via de Stichting voor Bodemkartering.

## Toepassingen
Bodemgegevens kennen vele toepassingen in o.a. de landbouw, de ruimtelijke planning, de bouwnijverheid, de milieusector (bodemverontreinigingsproblematiek) en natuurbeheer.